# Robert Ier de Hesbaye
Pour les articles homonymes, voir Robert Ier.
Pour les articles homonymes, voir Hesbaye (homonymie).
Robert Ier de Hesbaye (Robertus, Rodbertus, Ruodbertus, Rotpertus, Erodbert ; né vers l'an 700, mort avant 764), fils d'un certain Lambert, comte de Hesbaye et en Neustrie et Austrasie, est un noble franc de la famille des Robertiens.

## Biographie
Cité comme comte de Hesbaye en 715, il est aussi vers 750 nommé comte de Worms et d'Oberrheingau et missus en Italie en 741, 757, 758. Il est également cité comme comte palatin en 741/42. Il meurt avant 764.
Il est l'un des fidèles les plus proches de Charles Martel. Son intervention comme missus royal avec l'abbé Fulrad de Saint-Denis est attestée au début de l'année 757 dans les négociations entre le pape Étienne II et le duc Didier prétendant à la couronne lombarde.
En 758, le pape Paul Ier envoya au roi des Francs Pépin le Bref une épée par le biais de son ambassadeur Robert.
Vers 730, il épouse Williswinte, fille du comte Adalelm. Il a pour enfants :
- Cancor († 771) comte fondateur de l'Abbaye de Lorsch (Hesse, Allemagne), ancêtre des Popponides[5],[6] ;
- Thurimbert (né vers 740, mort en juin 770 ou après), comte de Hesbaye, ancêtre des Capétiens, marié avec une femme de nom inconnu, et le père de Robert II de Hesbaye, comte de Hesbaye ;